# Steve Schirripa
Steven Ralph Schirripa (Brooklyn (New York), 3 september 1957) is een Amerikaans acteur, filmproducent en auteur.

## Biografie
Schirripa is een zoon van een Italiaanse/Amerikaanse vader en een Joodse moeder. Hij heeft gestudeerd aan de Brooklyn College in New York.
Schirripa is vooral bekend van zijn rol als Bobby Baccalieri in de televisieserie The Sopranos, waar hij in negenenveertig afleveringen speelde (2000-2007). Voor zijn rol in deze televisieserie werd hij met de cast viermaal genomineerd voor een Screen Actors Guild Award (2002, 2003, 2005 en 2007). In 2008 wonnen zij deze prijs ook.
Schirripa is ook actief als auteur. Hij heeft drie boeken geschreven, waaronder Nicky Deuce. Hij heeft ook een serie boeken geschreven met een Goomba-thema, waaronder A Goomba's Guide to Life, The Goomba's Book of Love en The Goomba Diet.
Schirripa is getrouwd en heeft hieruit twee dochters, en woont met zijn gezin in Las Vegas (Nevada).

## Filmografie

### Films
Uitgezonderd korte films.
- 2025 Sisterhood, Inc. - als Frank
- 2023 Under the Boardwalk - als mr. Marinara
- 2021 40-Love - als Steve de beveiliger
- 2017 Wonder Wheel - als Nick
- 2015 Chasing Yesterday - als pastoor Ed
- 2014 Planes: Fire & Rescue - als Steve (stem)
- 2014 Jersey Boys - als Vito
- 2013 Nicky Deuce – als oom Frankie
- 2011 Bulletproof Gangster – als Mike Frato
- 2010 Open Season 3 – als Roberto (stem)
- 2010 Hereafter – als kookleraar Carlo
- 2009 Jordon Saffron: Taste This! – als Louie
- 2009 My Fake Fiance – als de aap
- 2009 The Hungry Ghosts – als Frank
- 2009 Circledrawers – als mensenbeschermer
- 2008 A Muppets Christmas: Letters to Santa – als maffioso
- 2008 Open Season 2 – als Roberto (stem)
- 2005 Johnny Slade's Greatest Hits – als Tony
- 2005 Must Love Dogs – als Vinnie
- 2005 Duane Hopwood – als Steve
- 2003 Stuey – als Anthony
- 2002 Monday Night Mayhem – als Sal
- 2001 Joe Dirt – als Hood
- 2001 Alex in Wonder – als Steve
- 2001 See Spot Run – als Arliss
- 2000 Kiss Tomorrow Goodbye – als politieagent
- 2000 The Flinstones in Viva Rock Vegas – als croupier
- 1999 Play It to the Bone – als gast op feest
- 1999 The Debtors – als de dobbelaar
- 1999 The Runner – als gastheer
- 1999 Detroit Rock City – als Beefy Jerk
- 1999 Speedway Junky – als beveiliger
- 1998 Welcome to Hllywood – als entertainmentdirecteur van Riviera Hotel
- 1998 Fear and Loathing in Las Vegas – als persoonlijke lijfwacht
- 1998 Denial – als getuige
- 1995 Casino – als man in café

### Televisieseries
Uitgezonderd eenmalige gastrollen.
- 2015 - 2024 Blue Bloods - als Anthony Abetemarco - 146 afl.
- 2015 Benders - als Vito - 4 afl.
- 2008 – 2013 The Secret Life of the American Teenager – als Leo Boykewich – 110 afl.
- 2012 Call Me Fitz – als Sean the Gay – 3 afl.
- 2009 Brothers – als Louie – 3 afl.
- 2000 – 2007 The Sopranos – als Bobby Baccalieri - 49 afl.
- 2004 Star Trek: Enterprise – als Carmine – 2 afl.
- 2000 Battery Park – als Anthony – 2 afl.

### Filmproducent
- 2014 Blur - film
- 2014 Family Meals with Steve Schirripa - film
- 2013 Nicky Deuce - film
- 2011 Nothing Personal – televisieserie – 1 afl.
- 2007 Steve Schirripa's Hungry – televisieserie – 9 afl.

- Gemeinsame Normdatei: 1024948536
- International Standard Name Identifier: 0000 0000 3812 8166
- Library of Congress Control Number: n2002032440
- Nationale Bibliotheek van Israël: 987007322319305171
- Nederlandse Thesaurus van Auteursnamen: 298197278
- Virtual International Authority File: 33816295
- WorldCat: E39PBJtWYDHG8pWQ97rHhXh8md